# Japan-Air-Lines-Flug 351
Der Japan-Air-Lines-Flug 351 (Flugnummer: JL351) sollte am 31. März 1970 vom Flughafen Tokio-Haneda zum Flughafen Fukuoka führen. Die Boeing 727 der Japan Air Lines wurde von Mitgliedern der japanischen Roten Armee Fraktion entführt, ein Vorfall, der im Japanischen üblicherweise als Yodogo-Entführung bezeichnet wird.

## Hintergrund
1966 reformierte sich die Studentenorganisation die „Kommunistische Liga“ und wurde als „Zweiter Bund“ bekannt. Zu dieser Zeit bildete sich die „Kansai-Fraktion“ des Zweiten Bundes, die ihren Sitz an der Dōshisha-Universität in Kyōto hatte und von Shiomi Takaya angeführt wurde, den linken Flügel des ohnehin schon weit links stehenden Zweiten Bundes. Etwa im Juni 1968 begann die Kansai-Fraktion, sich „Rote Armee Fraktion“ zu nennen und Pläne für einen gewaltsamen Aufstand in Japan zu schmieden, der ursprünglich mit den Anpo-Protesten 1970 zusammenfallen sollte.
Die Haupttheorie der Roten-Armee-Fraktion war, dass durch die erfolgreiche Durchführung einer bewaffneten proletarischen Revolution in Japan, eine weltweite Revolution gegen die Vereinigten Staaten von Amerika und ihre Verbündeten ausgelöst würde, und die Rote-Armee-Fraktion würde der Anführer dieser Revolution sein.
Da der Rest des Zweiten Bundes für eine unmittelbare bewaffnete Revolution nicht zu gewinnen war, signalisierte die Rote Armee Fraktion 1969 ihre offene Abspaltung von ihrer Mutterorganisation. Am 5. September traten Shiomi und andere Mitglieder der Roten Armee Fraktion öffentlich in der Hibiya Public Hall in Tokio auf, um die Unabhängigkeit der Roten Armee Fraktion von dem Zweiten Bund zu erklären und den Beginn einer sofortigen bewaffneten Revolution anzukündigen.
Anfang 1970 begann Shiomi mit der Planung einer Entführung eines japanischen Flugzeugs unter dem Codenamen „Operation Phoenix“, die es den Gruppenmitgliedern ermöglichen sollte, nach Kuba zu fliegen und ihre Ausbildung fortzusetzen. Kurz bevor die Entführung jedoch stattfinden konnte, wurde Shiomi am 15. März 1970 zufällig auf einer Straße in Komagome, Tokio, verhaftet, nachdem er für einen gewöhnlichen Dieb gehalten worden war. Dennoch führten die übrigen Entführer den Plan durch.

## Hergang
Etwa 20 Minuten nach dem Start erhob sich ein junger Mann namens Takamaro Tamiya von seinem Sitz, zog ein Katana und rief: „Wir sind Ashita no Joe!“ Er erklärte seine Absicht, das Flugzeug zu entführen und wies die anderen Entführer an, ihre Waffen zu ziehen. Die Entführer nahmen dann 129 Personen (122 Passagiere und sieben Besatzungsmitglieder) als Geiseln und befahlen den Piloten, das Flugzeug nach Havanna, Kuba, zu fliegen, wo sie von kommunistischen Militärgruppen ausgebildet werden sollten. Den Entführern wurde dann mitgeteilt, dass das Flugzeug, eine Boeing 727, nicht in der Lage sei, eine solche Reise zu unternehmen, da es nicht die erforderliche Menge an Treibstoff aufnehmen könne. Als die Entführer dies erfuhren, bestanden sie darauf, dass das Flugzeug nach einer Zwischenlandung zum Auftanken in Fukuoka nach Pjöngjang in Nordkorea umgeleitet wird. Bei der Ankunft in Fukuoka überzeugte die Polizei die Entführer, 23 ihrer Geiseln freizulassen, und die Piloten erhielten eine Karte der koreanischen Halbinsel. Der Karte war ein Zettel beigefügt, auf dem die Piloten angewiesen wurden, ihre Funkgeräte auf eine bestimmte Frequenz einzustellen. Die Fluglotsen gaben den Piloten absichtlich falsche Anweisungen, um sie auf dem Flughafen Gimpo in Seoul, Südkorea, landen zu lassen, weil der Flughafen als nordkoreanisch getarnt worden war.
Die Entführer erkannten jedoch schnell, dass sie hereingelegt worden waren, und der japanische Vize-Verkehrsminister Shinjiro Yamamura bot sich an, den Platz der übrigen Geiseln einzunehmen, was die Entführer auch akzeptierten. Anschließend flogen sie mit Yamamura als Geisel zum Mirim-Flughafen in Pjöngjang, wo sie sich den nordkoreanischen Behörden ergaben, die der gesamten Gruppe Asyl anboten.
Das Flugzeug mit Vizeminister Yamamura und dem Rest der Besatzung konnte zwei Tage später am 5. April zum Flughafen Haneda zurückkehren, wo es um 9:39 Uhr eintraf.

## Spätere Ereignisse
Der Drahtzieher der Entführung, Takaya Shiomi, wurde angeklagt, verurteilt und verbüßte eine 20-jährige Haftstrafe in Japan. Im Jahr 1985 kehrte Shibata Yasuhiro heimlich nach Japan zurück, um Geld für die Gruppe zu beschaffen, wurde verhaftet und zu fünf Jahren Gefängnis verurteilt. Tanaka Yasuhiro wurde in Thailand mit einer großen Menge Falschgeld verhaftet und im März 2000 nach Japan abgeschoben, wo er verurteilt wurde, jedoch starb er noch vor der Vollstreckung. Die anderen Entführer sind jedoch nach Angaben der japanischen Polizeibehörde weiterhin auf freiem Fuß.
In einem Interview mit Kyodo News vom März 2010 erklärte Wakabayashi Moriaki die Entführung sei ein „egoistischer und eingebildeter“ Akt gewesen. Wakabayashi fügte hinzu, dass er nach Japan zurückkehren wolle und bereit sei, sich der Verhaftung und dem Prozess für seine Rolle bei der Entführung zu stellen. Takaya Shiomi sagte im Nachhinein: „Die Entführung war ein Erfolg, aber das Ergebnis war ein Misserfolg. Wir hatten immer geplant, nach Kuba zu gehen, aber das hat den nordkoreanischen Stolz verletzt. Als die Yodogo-Entführer in Pjöngjang ankamen, sagten sie, sie wollten bleiben. Aber das war eine Lüge. Sie hatten keine andere Wahl“.
Der Anführer der Gruppe, Tamiya Takamaro, starb 1995 und Yoshida Kintaro vor 1985. Okamoto Takeshi und seine Frau Okamoto Kimiko wurden wahrscheinlich bei dem Versuch, aus Nordkorea zu fliehen, getötet. Konishi Takahiro, Akagi Shiro, Uomoto Kimihuro und Wakabayashi Moriaki halten sich noch immer in Nordkorea auf; mit Ausnahme von Okamoto Takeshi wurde bestätigt, dass sie 2004 noch am Leben waren, als sie von Kyodo News interviewt wurden. Im Juni 2004 baten die verbliebenen Entführer die nordkoreanischen Behörden, ihnen die Rückkehr nach Japan zu gestatten, auch wenn sie für die Entführung bestraft werden sollten.